# Josué Benignos
Gral. Josué Manuel Benignos Hideroa fue un militar mexicano que participó en la Revolución mexicana. Nació en Pánuco, Veracruz. Se incorporó a las fuerzas constitucionalistas y combatió en el norte del estado. El primero de octubre de 1914 estuvo presente en la Convención de Aguascalientes como delegado por el edo. de Veracuz. Participó en la Batalla de El Ébano (1915) y fue jefe de la guarnición de Tuxpan. En 1930 fue ascendido a general de brigada y después a General de División. Desempeñó varios cargos políticos y fue comandante de varias zonas militares.  